# بیگانگان در ترن (فیلم)
بیگانگان در ترن یا غریبه‌ها در قطار (به انگلیسی: Strangers on a Train) فیلمی آمریکایی نوآر تریلر روان شناختی به کارگردانی و تهیه‌کنندگی آلفرد هیچکاک محصول ۱۹۵۱ است. این فیلم بر اساس رمانی به همین نام به نویسندگی پاتریشا های‌اسمیت ساخته شده‌است.
این فیلم نقطه عطفی در کار های هیچکاک و آغاز کننده عصر طلایی هیچکاک است.

## خلاصه داستان
داستان فیلم، بر اساس ملاقات دو غریبه در قطاری شکل می‌گیرد… .

## بازیگران
- فارلی گرنجر در نقش گا هِینْز
- روت رومن در نقش آن مورتن
- رابرت واکر در نقش برونو آنتونی
- لئو جی. کارول در نقش سناتور مورتن
- پاتریشا هیچکاک در نقش باربارا مورتن
- کیسی راجرز در نقش میریام جویس هِینْز
- ماریون لورن در نقش خانم آنتونی
- جاناتان هیل در نقش آقای آنتونی
- هاوارد سنت. جان در نقش Police Capt. Turley
- نورما واردن در نقش خانم کانینگهم
- جان براون در نقش پروفسور کالینز
- رابرت جیست در نقش بازرس هِنسی
- ژرژ رناونت در نقش موسیو داروی (uncredited)
- اودت میرتیل در نقش مادام داروی (uncredited)
- بروکس بندیکت